# Nicolas François Mollien
Pour les articles homonymes, voir Mollien.
Nicolas François, comte Mollien, pair de France, est un administrateur et homme politique français, né à Rouen le 28 février 1758 et mort à Paris le 20 avril 1850.

## Biographie
Nicolas François Mollien est le fils de Jacques-Robert Mollien (1712-1794), négociant et manufacturier rouennais, et de sa seconde épouse, Anne-Madeleine-Rose Cotelle.
Après de brillantes études, protégé par le duc de Richelieu, Mollien, à peine âgé de 20 ans, entra en 1778  dans les bureaux du contrôleur général des finances Taboureau des Réaux. Il y fut chargé en 1781 de la surveillance de la ferme générale, dont il augmenta le rendement annuel de quatorze millions. Il obtint en récompense une pension de 3 000 livres. Le jeune homme participe ensuite à l'élaboration des nouvelles barrières d'octroi de Paris puis à la préparation du traité de commerce franco-anglais en 1786.
Si la révolution lui ôte certaine pension, elle ne nuit pas à sa carrière. Mollien, âgé de 31 ans en 1789, reste dans l'administration des Finances et les autorités l'envoient en 1791 dans le Lot et dans l'Eure, en tant que directeur des Domaines et de l'Enregistrement. Cependant, les choses changent quand la république est proclamée.
Destitué et incarcéré sous la Terreur, le financier gagne en 1794 l'Angleterre où pendant cinq années, il étudie les institutions financières britanniques. À son retour en France après le coup d'État du 18 Brumaire, Napoléon Ier le nomme directeur de la Caisse de garantie et d'amortissement. À ce poste il soutient la rente, et devient en 1804 conseiller d'État de Bonaparte en matière de finances. 
De janvier 1806 à 1814, il est ministre du Trésor public (il succède à Barbé-Marbois après la faillite des Négociants réunis) et le principal conseiller financier de l'Empereur. Exécutant sa tâche avec conscience et compétence, il tente de mettre de l'ordre dans les finances impériales, de plus en plus compliquées, et institue la Caisse de service chargée de surveiller les mouvements des fonds (l'ancêtre du Trésor public). Il introduit la notion de comptabilité en partie double. Le ministre surveille aussi les opérations de la Banque de France, diminue les créances des fournisseurs d'État. Dans l'intérêt de ne pas dilapider les fonds publics, il s'oppose fréquemment aux subventions accordées aux industriels. 
Il est fait comte de l'Empire en 1808 et reçoit vers la même époque la grand-croix de l'ordre de l'Union. À son retour de l'île d'Elbe, Napoléon le rappelle au ministère du Trésor durant les Cent-Jours.
Sous la Seconde Restauration, Mollien refuse en 1818 le portefeuille des Finances. En 1819, il devient pair de France en 1819. Il est nommé président de la commission de surveillance de la Caisse des dépôts et consignations, poste qu'il occupe jusqu'en 1826 puis de 1831 à 1837.

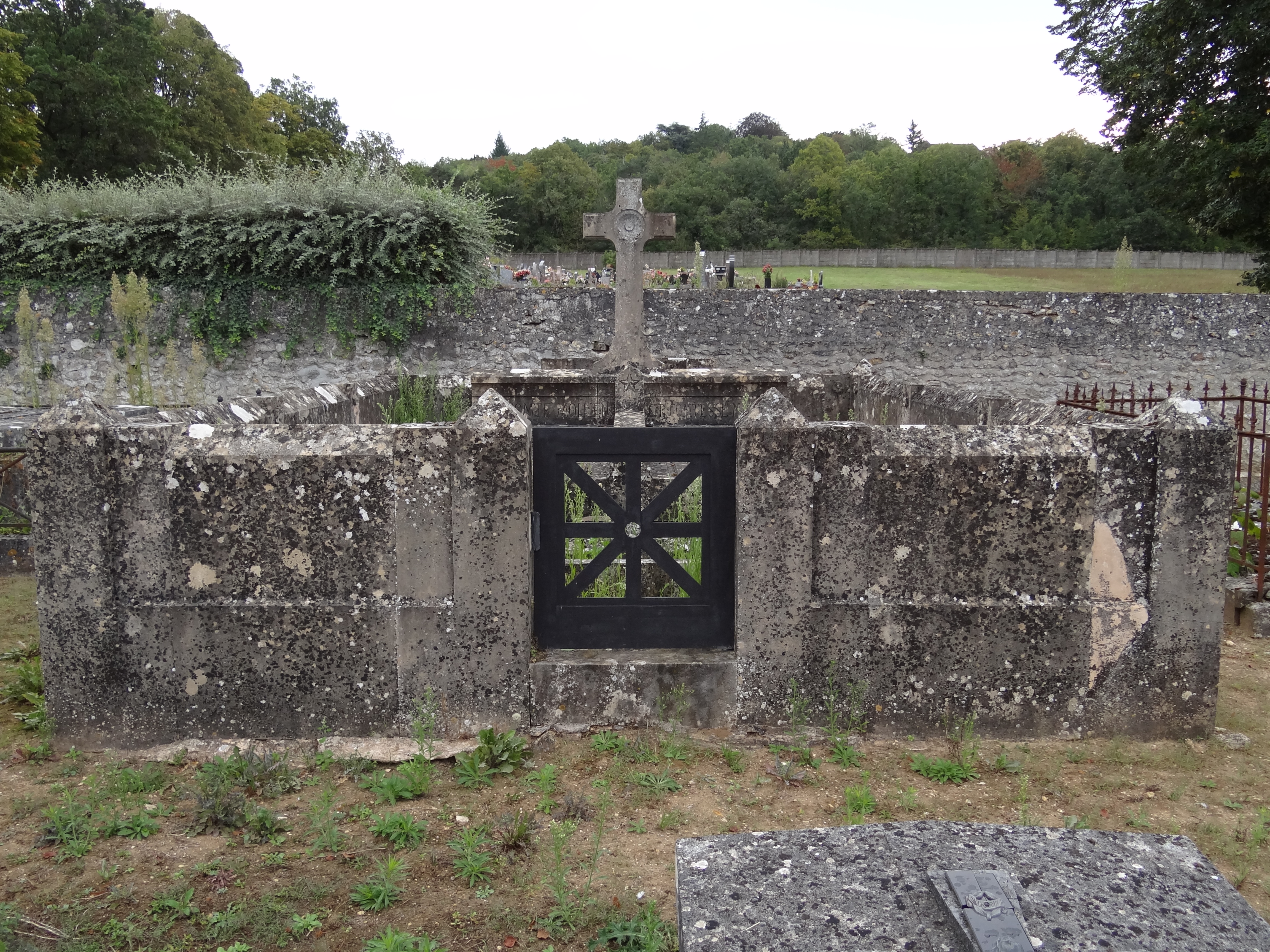
La tombe de Nicolas François Mollien au cimetière de Morigny-Champigny (Essonne).

Il est enterré au cimetière de Morigny-Champigny où il possédait avec sa seconde épouse, la filleule de Louis-César de Saint-Léon, le château de Jeurre. Il y avait entrepris des travaux d'agrandissement en 1809, et aménagé de superbes jardins. Il possédait aussi un domaine à Boulogne, où une rue porte son nom. Sa seconde épouse était Adèle-Rosalie Collart-Dutilleul, dame d'honneur de la reine Amélie et sœur de Jules Collart-Dutilleul, Procureur général près la Cour des comptes.
Il a laissé d'intéressants Mémoires publiés en 1845 sous le titre de Mémoires d'un ministre du Trésor public, où il critique entre autres la création de la Banque de France.
Les papiers personnels de Nicolas-François Mollien sont conservés aux Archives nationales sous la cote 132AP.

## Armoiries
| Figure | Blasonnement |
|        | Armes du comte Mollien et de l'Empire Parti : au 1, d'azur, à une gerbe d'or ; au 2, d'azur, à trois chevrons alaisés et superposés, surmontés de trois étoiles rangées, le tout d'or, ; au canton des Comtes Ministres brochant., |

## Publications
- Aperçu et résultats de la doctrine française et de la doctrine anglaise, en finance, 1800
- Observations du comte Mollien sur l'opération relative aux rentes de la Caisse d'amortissement, 1816
- Éclaircissements sur les lois, les budgets et les comptes de finances, depuis la Restauration, en réponse à une brochure récemment publiée sur le même sujet, 1818.
- Mémoires d'un ministre du Trésor public, 1845, 1re partie ; 2e partie; 3e partie; 4e partie

## Sources partielles
- A. Decaux et A. Castelot, Le Grand Dictionnaire d'histoire de la France, éd. Perrin, 1979.